# Gaultheria insana
Gaultheria insana, conocida comúnmente como hued-hued, es una especie de arbusto perteneciente  a la familia  Ericaceae.

## Descripción
Es un arbusto dioico, siempreverde perteneciente al género Gaultheria, que se encuentra en Chile desde el Maule hasta la isla Wellington, y también en zonas contiguas de Argentina.
Según Muñoz Schick se distribuye en Chubut y en Chile alcanza Ballena Magallanes
Alcanza una altura de hasta 2 metros, y su flor es blanca con 5 pétalos. Su fruto es una baya de 5 a 6 milímetros de diámetro, globosa, de color blanco, rojizo o púrpura.

## Taxonomía
Gaultheria insana  fue descrita por (Molina) D.J.Middleton y publicado en Edinburgh Journal of Botany 47(3): 297. 1990.
Etimología
Gaultheria, nombre genérico, mal escrito,  otorgado por el escandinavo Pehr Kalm en 1748 en honor de Jean François Gaultier de Quebec.
Su nombre común viene del término mapuche wedwed, "demente", y al igual que el segundo elemento del nombre científico, se debe a sus propiedades tóxicas.
Sinonimia
- Arbutus furiens Hook.
- Gaultheria furiens (Hook. & Arn.) Hook. & Arn.
- Hippomanica insana Molina
- Pernettya furiens (Hook. & Arn.) Klotzsch
- Pernettya insana (Molina) Gunckel
- Pernettya melanocarpa Phil.
- Pernettya punctata (Hook. & Arn.) Klotzsch
- Pernettya vernalis (Poepp. & Endl.) Phil.[7]